# Prisma de Wollaston

Diagrama do prisma de Wollaston

Um prisma de Wollaston é um tipo de prisma óptico que separa a luz que entra em duas fases polarizados ortogonalmente. 

## Funcionamento
Foi inventado pelo químico inglês William Hyde Wollaston, que uniu com bálsamo do Canadá a hipotenusa de dois prismas triangulares formados por calcite (espato da Islândia) com eixos ópticos perpendiculares. A luz entra por uma das faces laterais e divide-se em dois feixes ao incidir no corte diagonal. Os feixes de saída divergem do prisma con um ângulo que depende do ângulo de corte dos prismas e do comprimento de onda da luz. Existem disponíveis prismas comerciais com um ângulo de divergência de entre 15º e 45º.
Este tipo de prisma não é um prisma polarizador em si, mas separa a luz previamente polarizada em dois feixes.

## Variantes
Sobre o desenho do prisma de Wollaston existem diversas variantes, diferindo em alguns pormenores:

### Prisma de Nomarski
Uma variante do prisma de Wollaston é o prisma de Nomarski, assim chamado em homenagem ao físico polaco Georges Nomarski, que contribuiu com a sua invenção para o desenvolvimento da microscopia de contraste diferencial de interferência, também chamada microscopia de Nomarski. É igual a um prisma de Wollaston, mas com a particularidade de que um dos prismas que formam a união estar cortado de maneira a que o seu eixo óptico fique orientado obliquamente em relação à superfície plana do prisma. Isto causa que o ponto focal do feixe de luz fique fora do prisma, o que permite maior flexibilidade, de modo a que ao ajustar o microscópio o prisma possa ser focado.
é um prisma que separa a luz entrante en 2 polarizados ortogonalmente este prisma utiliza-se para saber a radiação da luz que entra.

### Prisma de Rochon e prisma de Sénarmont
Estes prismas receberam os seus nomes devido aos cientistas franceses que os criaram, Alexis-Marie de Rochon e Henri Hureau de Senarmont. Diferem entre si na orientação dos eixos ópticos dos cristais e na trajetória dos feixes divergentes. Em ambos, o eixo do primeiro cristal é paralelo ao feixe de luz incidente, enquanto que o eixo do segundo cristal é perpendicular ao primeiro em ambos, mas paralelo ao plano de corte no de Rochon e girado 90º no de Sénarmont.